# Хомівка (Тернопільський район)
Хомі́вка  (до 1960 р. — Хóми) — село в Україні, у  Білецькій сільській громаді Тернопільського району Тернопільської області. Розташоване на сході району.
Населення — 178 осіб (2007).

## Історія
Перша писемна згадка — 1705. Хомівка заселялася впродовж 1900-1905 рр. парцелянтами (які купували землі у держави) із сусідніх сіл Малашівці та Обаринці. Тому сучасні вулички у селі називаються "Малашовечина" та "Обаринечина". Серед парцелянтів виділявся пан Дубчак, від його прізвища походить "Дубчакова долина".
Окрасою села був хутір Калинівка, що потопав у калиновім гаю. Його знищили більшовики, а мешканців вивезли до Сибіру як "куркулів".
У селі діяли «Просвіта» та інші товариства.
Мешканці Хомівки брали активну участь у національно-визвольних змаганнях.
В ОУН і УПА перебували: Володимир Зайшлий, Ярослава Копачук, Анастасія Лучанко, Стефанія Мезелик, Ярослав Полтавець, Ганна і Сафат Сотники та ін.
В 1950-51 рр. було створено колгосп ім. маршала Рибалка.
У 1968-69 рр. колгосп було приєднано до Мшанецького "Жовтнева Революція".
27 липня 2008 року відбулося освячення каменя під новий храм у центрі села. 
4 грудня 2012 року на свято Введення у храм Пресвятої Богородиці храм освятив митрополит Василій Семенюк.
Від 2018 діє екоферма «Веселі козенята».
12 червня 2020 року, відповідно до розпорядження Кабінету Міністрів України № 724-р «Про визначення адміністративних центрів та затвердження територій територіальних громад Тернопільської області» увійшло до складу Білецької сільської громади.
19 липня 2020 року, в результаті адміністративно-територіальної реформи та ліквідації Зборівського району, село увійшло до складу новоутвореного Тернопільського району.
4 серпня 2023 року відбулося освячення дитячого майданчика.

## Населення

### Мова
Розподіл населення за рідною мовою за даними перепису 2001 року:
| Мова       | Кількість | Відсоток |
| ---------- | --------- | -------- |
| українська | 195       | 99.49%   |
| російська  | 1         | 0.51%    |
| Усього     | 196       | 100%     |

## Пам'ятки
Є церква святого великомученика Димитрія Мироточця (2012, мурована), капличка Божої Матері (1989).

## Соціальна сфера
Функціонують ЗОШ 1 ступеня, клуб, бібліотека, ФАП.

## Галерея

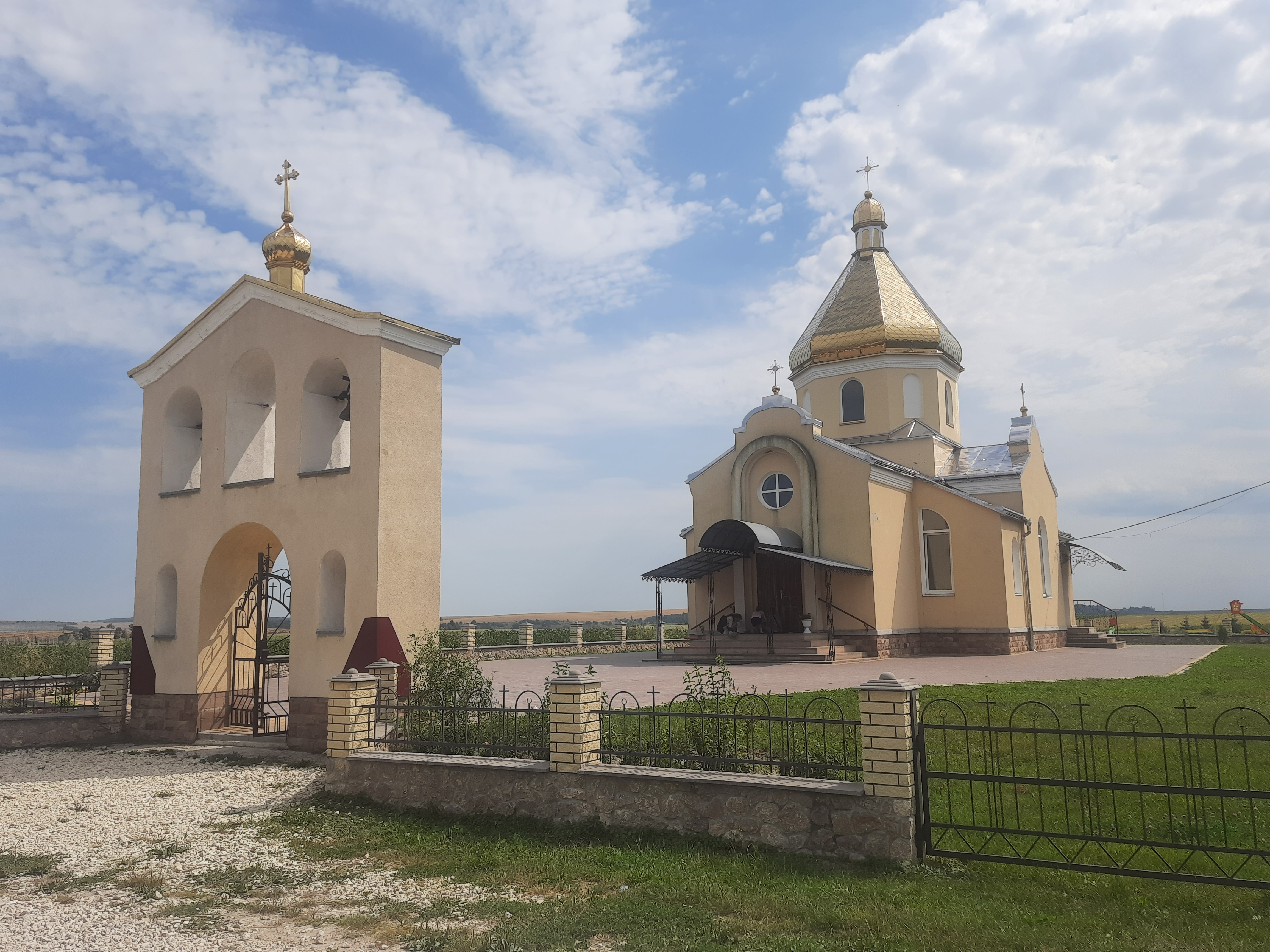
Церква Святого Великомученика Димитрія Мироточця
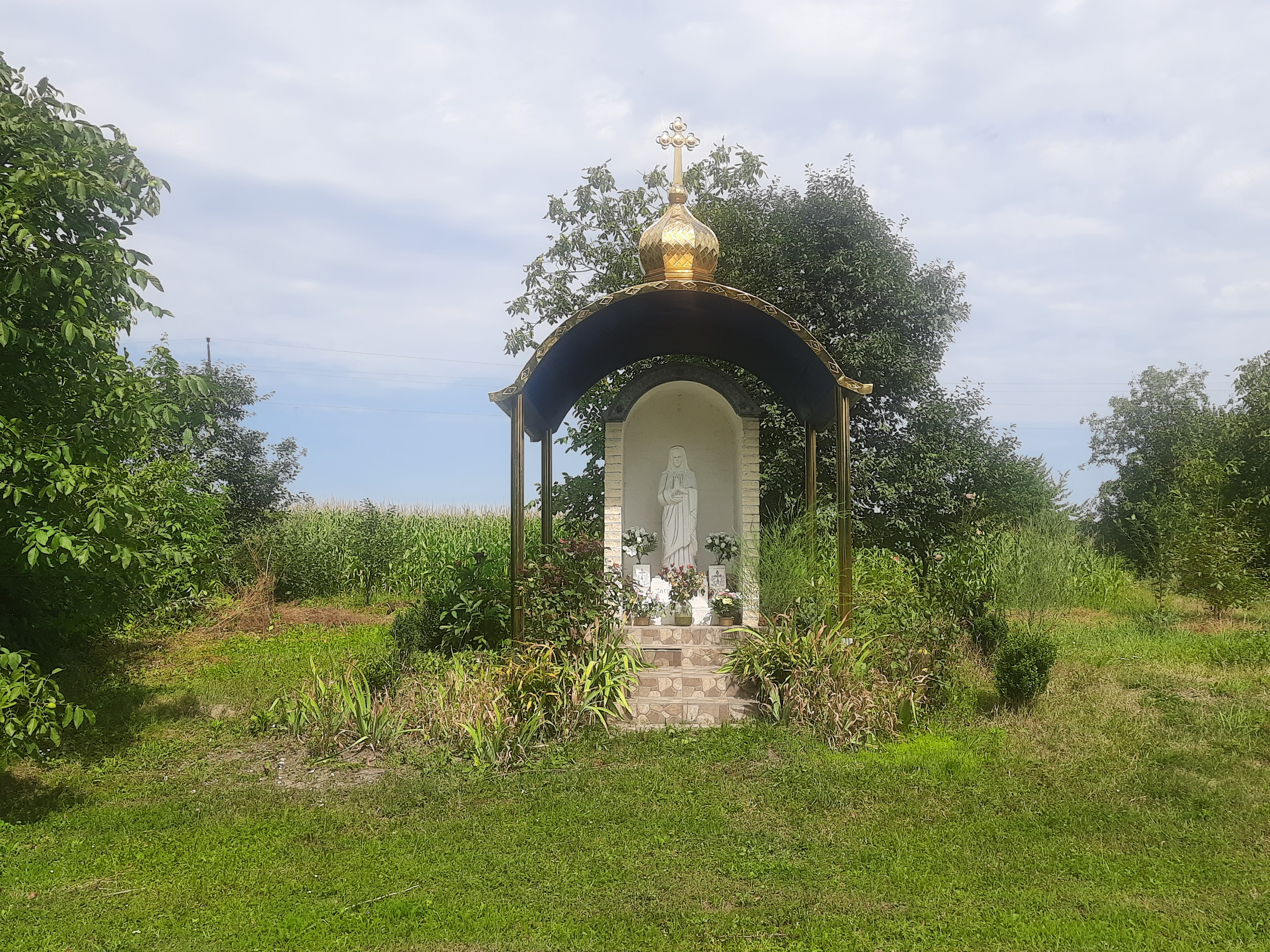
Статуя Божої Матері
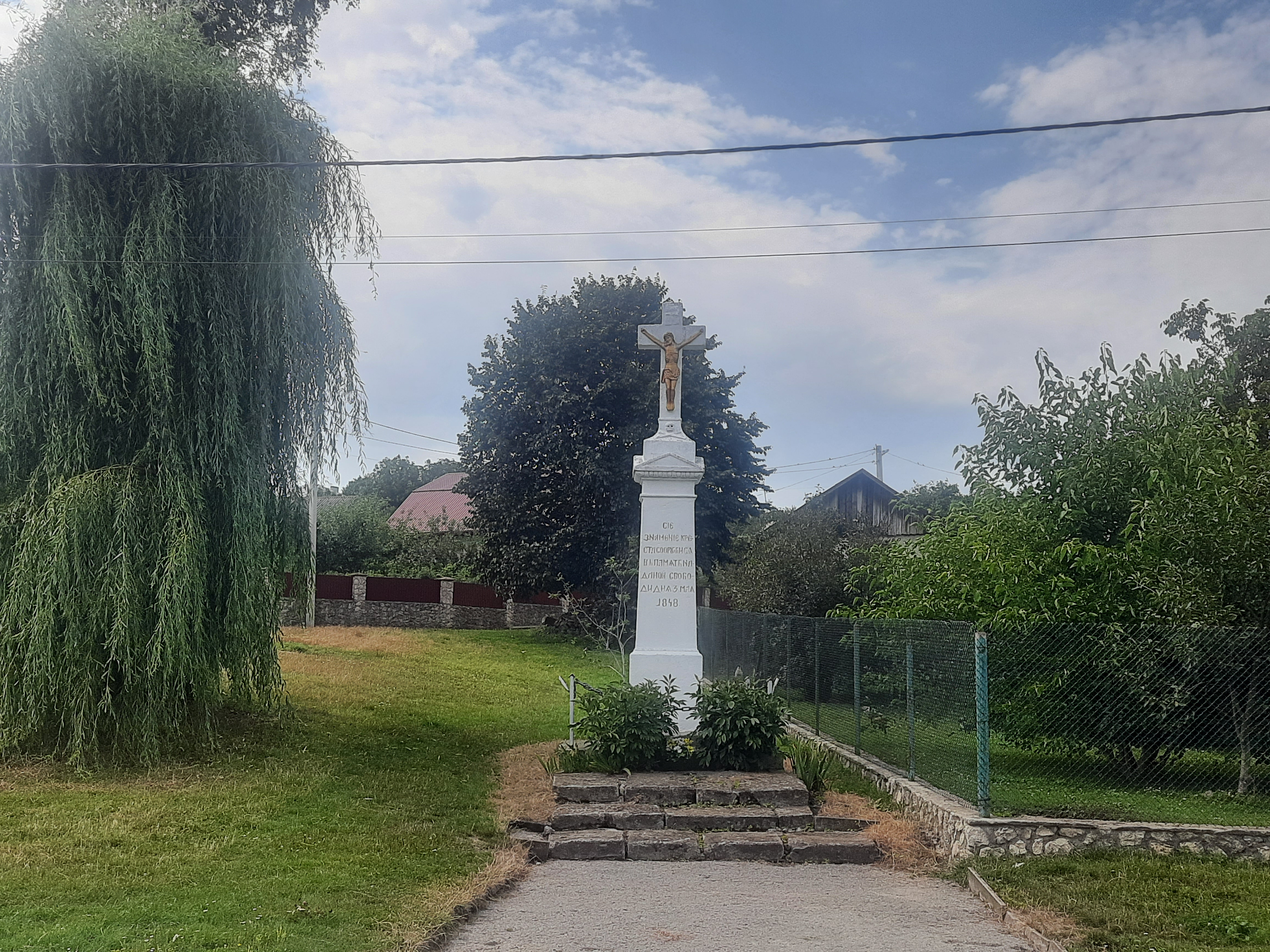
Пам'ятний хрест з нагоди скасування панщини
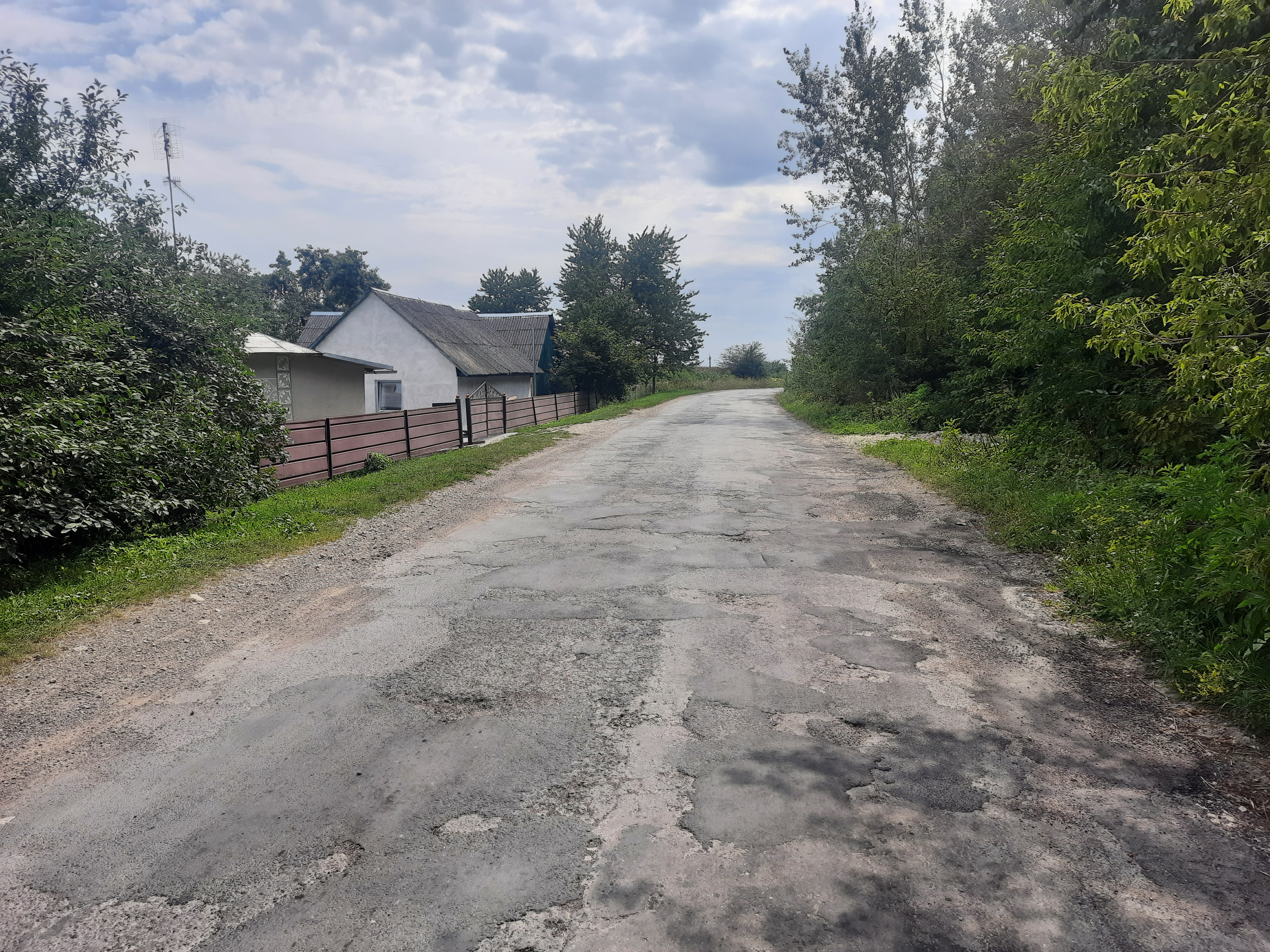
Сільська вулиця

## Постаті
- Кватюра Роман Ярославович (2003—2023) — солдат Збройних сил України, учасник російсько-української війни[8].